# Dăneasa
Dăneasa là một xã thuộc hạt Olt, România. Dân số thời điểm năm 2002 là 3892 người.